# Qimonda

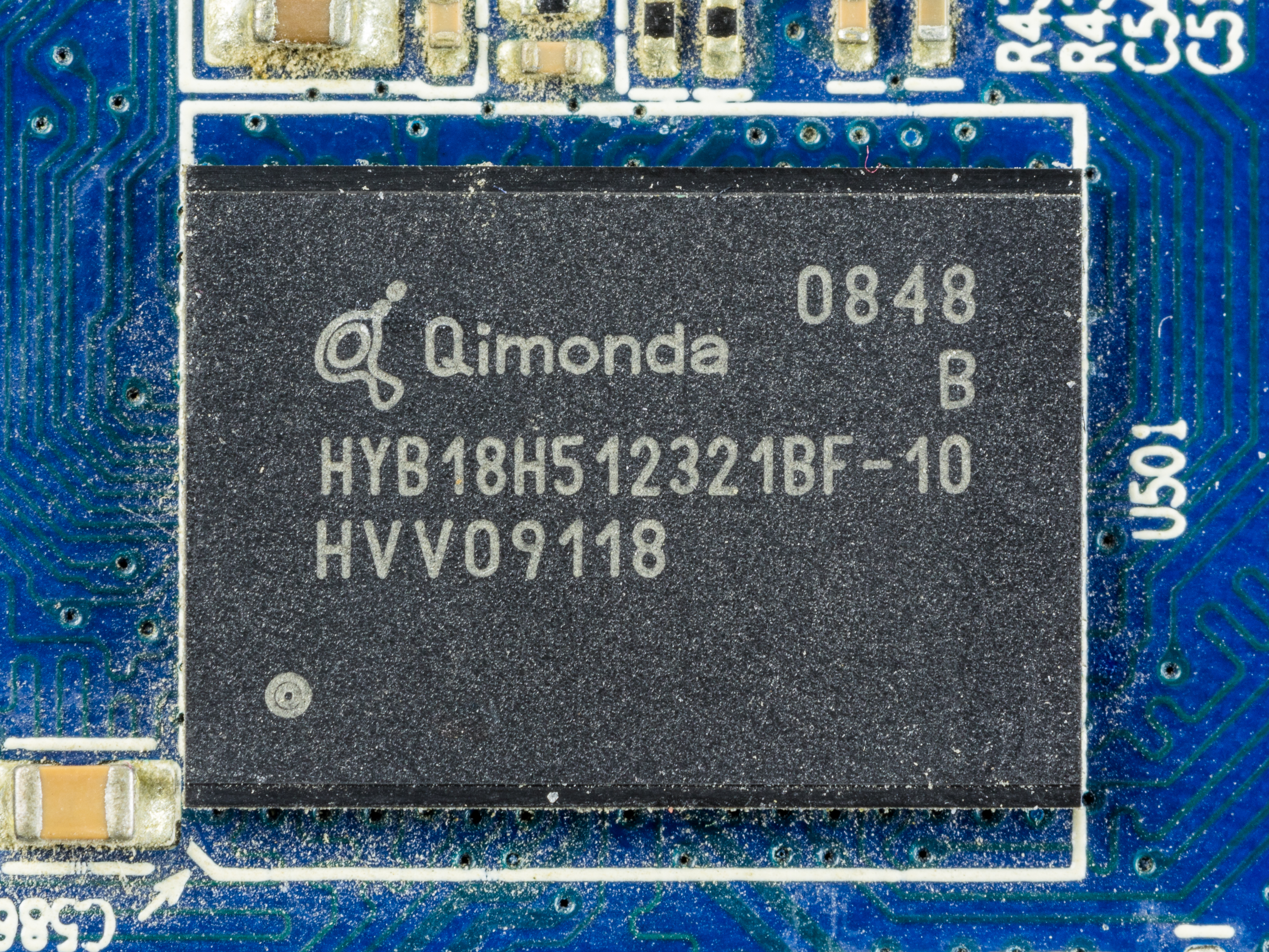
Mémoire Qimonda GDDR3 de 512 Mbits.

Qimonda AG était un fabricant de semi-conducteurs basé à Munich, en Allemagne. Il avait commencé ses activités le 1er mai 2006, après que la division mémoire du groupe Infineon devint une personne morale distincte. Qimonda était alors le quatrième plus grand fabricant de puces mémoire. La société employait 12 000 personnes à travers le monde. Lors de son introduction en bourse, la maison mère de Qimonda prévoyait de mettre sur le marché 25 % de ses actions, pour un montant estimé à un milliard d’euros.
Qimonda avait une usine de production de mémoire DRAM sur des tranches de 300 mm à Dresde et une autre à Richmond (Virginie) sur des tranches de 200 mm.
Le 23 janvier 2009, Qimonda dépose son bilan, la division mémoire graphique étant rachetée par le japonais Elpida Memory, qui fait faillite à son tour en 2012.